# Leptura mimica
Leptura mimica är en skalbaggsart som beskrevs av Bates 1884. Leptura mimica ingår i släktet Leptura och familjen långhorningar. Inga underarter finns listade i Catalogue of Life.